# آدم‌های حریص
آدم‌های حریص (به انگلیسی: Greedy People) یک فیلم مستقل کمدی معمایی آمریکایی به کارگردانی پوتسی پونسیرولی است که در سال ۲۰۲۴ منتشر خواهد شد. جوزف گوردون لویت، لیلی جیمز، هیمش پاتل، تریسی لوردز، جوی لورن آدامز، اوزو ادوبا، جیم گافیگان، سایمون رکس، نینا آریاندا و تیم بلیک نلسون بازیگران اصلی این فیلم هستند و مایکل ووکادینوویچ فیلمنامه را نوشته است.

## خلاصه داستان
یک پلیس تازه کار در یک شهر کوچک جزیره‌ای درگیر یک حادثه و قتل ناخواسته یک زن مشهور در منزل وی می شود، همکار وی که گاهی کارهای غیرقانونی کوچیک و بزرگی انجام میده در منزل زن مقتول مبلغ بسیار زیادی پول نقد به صورت اتفاقی پیدا میکنه و تصمیم می‌گیرند ماجرا را جور دیگری روایت کنند ولی غافل از اینکه شخص دیگری هم در منزل هست و........ 
داستان فیلم زمینه طنز و کمدی جالبی هم دارد.

## تولید
فیلمبرداری در شهرستان برانسویک، کارولینای شمالی بین ۹ مه تا ۱۱ ژوئن ۲۰۲۲ انجام شد.

## انتشار
گزارش شده است که این فیلم در سال ۲۰۲۳ اکران خواهد شد، اگرچه تاریخ آن تایید نشده است.
البته در حال حاضر به زبان  فارسی 
دوبله شده و از شبکه های ماهواره فارسی زبان پخش شده است. 